# Badrock

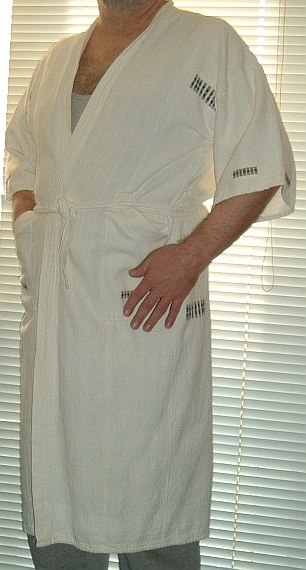
Badrock

En badrock är ett plagg som både män, kvinnor och barn kan sätta på sig i samband med bad. Det kan vara på badhuset för att hålla sig varm när man inte är i vattnet eller på stranden för att om möjligt skyla sig vid ombytet till baddräkt. Den kan också användas i hemmet som plagg när man stigit ur duschen till exempel innan håret torkat.
En badrock är vanligtvis gjord av frotté och har ett skärp. Ibland också en huva.
Ordet är belagt i svenska språket sedan åtminstone 1950.